# 代利斯 (多米尼克)
代利斯（英語：Delices）是加勒比海島國多米尼克聖帕特里克堂區的一个村莊，位於該島東南海岸，拉普蘭和小薩凡納之間，該村莊名字源於法語單詞，2001年人口227人。為懷特河和維多利亞瀑布的所在地。